# Вяеґвере
Вя́еґвере (ест. Väägvere küla) — село в Естонії, у волості Тарту повіту Тартумаа.

## Населення
Чисельність населення на 31 грудня 2011 року становила 70 осіб.

## Географія
Через населений пункт проходить автошлях 43 (Аовере — Калласте — Омеду).